# Lily Cole
Lily Luahana Cole (Torquay, Devon, Inglaterra; 27 de diciembre de 1987) es una modelo y actriz inglesa. Su carrera como modelo comenzó tras un encuentro casual con un cazatalentos de modelos cuando ella tenía 14 años. Apareció en su primera portada de la Vogue británica a los 16 años, y ha trabajado con muchas marcas conocidas, incluyendo Vogue en todo el mundo, Alexander McQueen, Chanel, Louis Vuitton, Jean Paul Gaultier, Marc Jacobs, Prada, De Beers y Moschino. Las campañas de publicidad en las que ha participado incluyen Longchamp, Anna Sui, Rimmel y Cacharel. En 2004, fue nombrada "Modelo del Año" en los British Fashion Awards. Vogue París la nombró como una de los 30 mejores modelos de la década de 2000.
Su primer papel protagónico como actriz fue el de Valentina en la película de 2009 The Imaginarium of Doctor Parnassus. Otros de sus trabajos cinematográficos incluyen Passages, un cortometraje dirigido por Shekhar Kapur y Encontrarás dragones, dirigida por Roland Joffé. En junio de 2011, fue galardonada con un "Double First" en Historia del Arte en la Universidad de Cambridge.

## Primeros años y educación
Cole nació en Torquay, Devon, y se crio en Londres, junto con una de sus dos hermanas. Su madre, Patience Owen, es artista y escritora, y su padre, Chris Cole, fue un constructor de barcos y pescador. Cole asistió a la escuela Hallfield Primary School y a la St Marylebone Church School para chicas, antes de completar su sixth form en la Escuela Latymer Upper School, una escuela independiente en Hammersmith, Londres. Logró calificaciones de A en sus exámenes Advanced Level de Inglés, Política, Drama, Historia y Filosofía y Ética en Latymer.
Cole ganó un lugar para leer Ciencias Políticas y Sociales en el Kings College, de Cambridge, pero dos veces tuvo entrada aplazada antes de cambiar para estudiar Historia del arte, que inició durante Michaelmas en 2008. Logró ser primera en sus exámenes al final de su primer año, y otra vez en sus exámenes de segundo año, siendo uno de los siete miembros de su año que obtuvo el grado. Cole tuvo un amplio interés en el arte y declaró que sintió que sería un sabio curso de estudio a largo plazo. Ha discutido la dificultad que tuvo para establecerse en Cambridge.

## Carrera en el modelaje

### Revistas y desfiles de moda

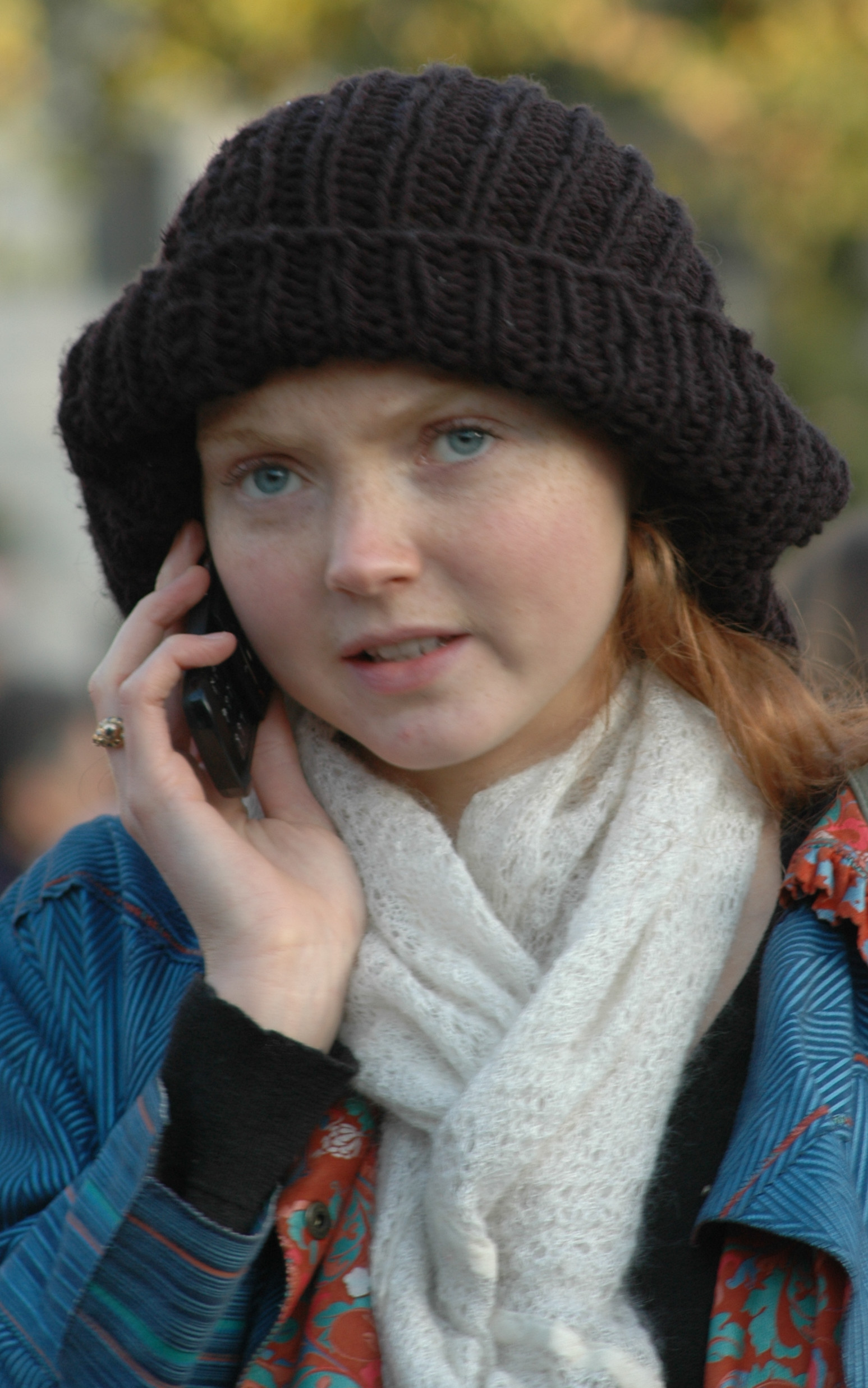
Cole en noviembre de 2006.

Su carrera como modelo comenzó tras un encuentro casual mientras caminaba por el Soho cuando conoció a Benjamin Hart, quien le pidió que considerara el modelaje. Al principio se negó, diciendo más tarde: «Yo fui lo suficientemente cínica para pensar que no llegaría a tanto», sin embargo, más tarde cambió de opinión y firmó con Storm Models.
En 2003 llamó la atención del fotógrafo Steven Meisel. Fue durante una sesión de fotos para la revista Vogue italiana que se encontró en el centro de atención y se convirtió en una de las 'caras nuevas' del año. Desde entonces, Cole ha trabajado con muchos otros fotógrafos prominentes, entre ellos Craig McDean, Nick Knight, Juergen Teller, Arthur Elgort, Irving Penn y Tim Walker. Cole ha dicho que ella no se sentía como una modelo natural, sino que el trabajo le ha dado una gran confianza en los últimos años. Su cabello rojo distintivo ha atraído significativamente la atención de los medios.
En los Premios de la Moda Británica de 2004, Cole fue nombrada "Modelo del Año". Desde entonces ha hecho apariciones en portadas de muchas revistas de moda, incluyendo, entre otras, las versiones estadounidense, italiana, británica, japonesa y coreana de Vogue, Citizen K, V  y Vogue, así como en la lista de las mejor vestidas de Vogue de diciembre de 2005. Apareció en las portada de Numéro e Interview.
Ha modelado en el circuito de la pasarela internacional y en muchos desfiles de moda en nombre de Chanel, Shiatzy Chen, DKNY, Jean Paul Gaultier, Versace, Alexander McQueen, Jasper Conran, John Galliano y Louis Vuitton. Fue nominada, por segunda vez, a "Modelo del Año" en los Premios de la Moda británica de 2007 y en diciembre de 2009, fue catalogada por la revista Vogue París como una de las 30 mejores modelos de la década de 2000. Cole hizo una aparición en la portada de la edición de enero de 2010 de la edición canadiense de Elle y abrió la colección de Hermès invierno 2010/2011 en la Semana de la Moda de París en marzo. A finales de 2010, apareció en un documental que relata la carrera de Rolf Harris, en el que la pintó vestida como Titania de El sueño de una noche de verano.

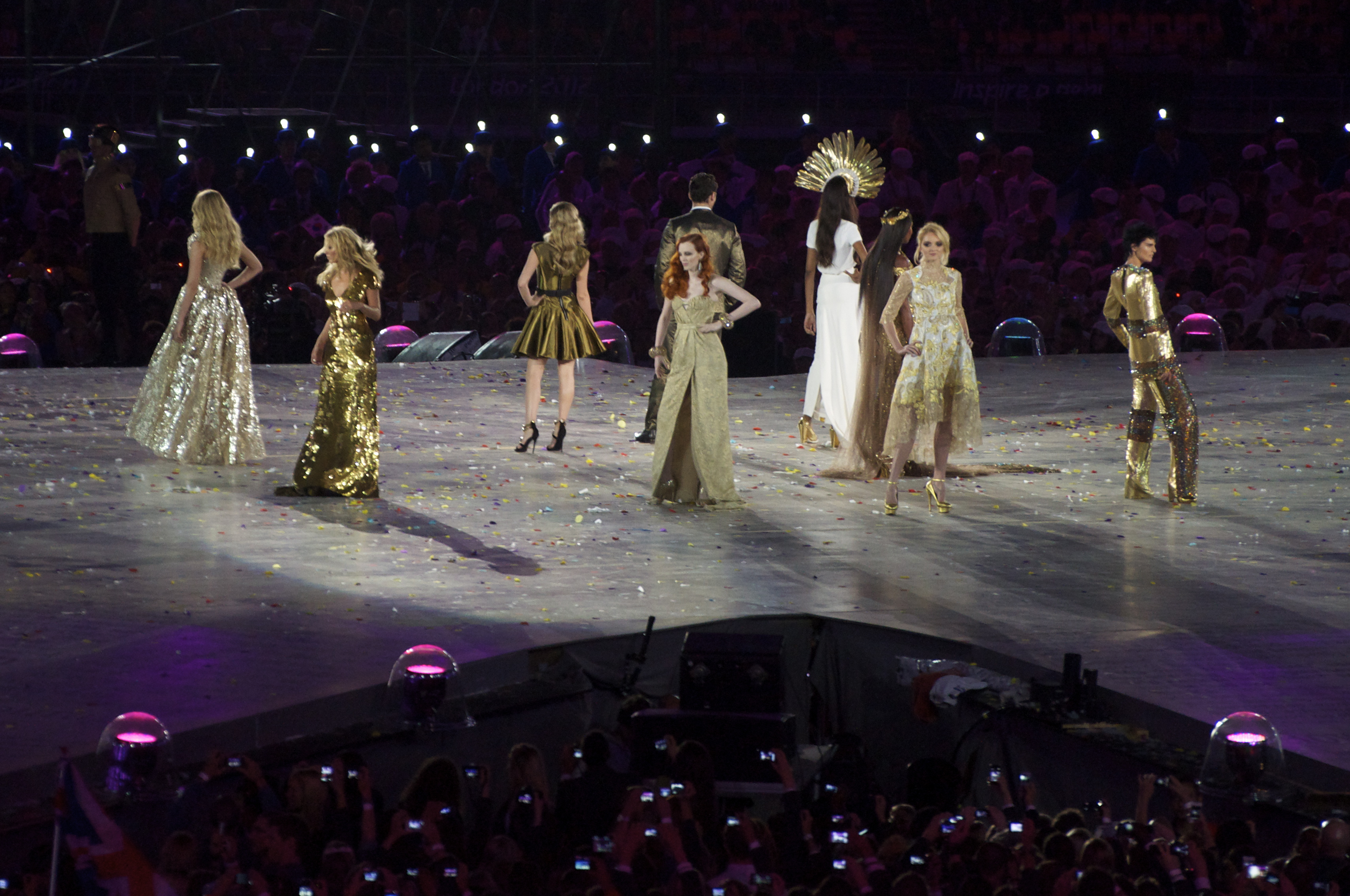
Cole en la Ceremonia de clausura de los Juegos Olímpicos de Londres 2012.

Durante la Ceremonia de clausura de los Juegos Olímpicos de Londres 2012, Cole fue una de las modelos británicas que llevaban estilos creados por diseñadores británicos específicamente para el evento.

### Publicidad
Cole ha aparecido en campañas publicitarias de cosméticos de Chanel, Christian Lacroix, Hermès, Longchamp, Cacharel, Topshop y Anna Sui, además de ser la cara del perfume de Moschino "I Love Love". En septiembre de 2007, Cole fue anunciada como la modelo de Accessorize, tomando el lugar de Claudia Schiffer, y también diseñó una línea de bolsos para la colección.
Cole ha sido modelo de la compañía de cosméticos Rimmel London desde octubre de 2009, así como también ha aparecido en comerciales para la joyería Tiffany & Co. Cole junto con Twiggy y otras modelos, se convirtieron en el "rostro" de la campaña de publicidad de la marca Marks and Spencer de ropa, por lo que se convirtió en la modelo más joven en hacer una campaña a favor de esa línea, aunque su contrato no fue renovado por M&S a finales de 2009 debido a los problemas que sufrió la compañía debido a la crisis financiera. A pesar de que expresó su deseo de centrarse más en su carrera como actriz, Cole lanzó una campaña en junio de 2010 en el aeropuerto de Londres-Gatwick por la agencia de modelos Storm Model Management. La campaña tuvo como objetivo encontrar nuevos talentos del modelaje de las personas que pasaban por el aeropuerto, con la agencia teniendo la esperanza de volver a crear el descubrimiento de Kate Moss, que fue vista en el aeropuerto JFK, de Nueva York, en 1988 por el fundador de la agencia.
En marzo de 2012, The Body Shop puso en marcha su campaña Beauty With Heart, nombrando a Cole como su primer embajador Ella declaró: «¡Esto es mucho más profundo que solo ser la cara de una campaña, es realmente importante, así que es una muy emocionante ser parte de este proyecto!».

## Carrera como actriz

### Películas

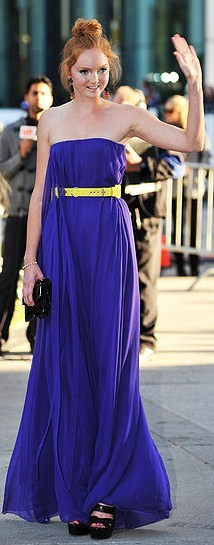
Cole promoviendo The Imaginarium of Doctor Parnassus en la edición 34 del Festival Internacional de Cine de Toronto en septiembre de 2009.

Cole hizo su debut actuando como Polly la empollona en la comedia de 2007 St Trinian's, una reanudación de las películas en blanco y negro de los años 1950 y 60, junto a Rupert Everett, Colin Firth, Russell Brand, Jodie Whittaker y Stephen Fry.
Su primer papel protagonista fue en la película de 2009 de fantasía de Terry Gilliam, The Imaginarium of Doctor Parnassus, interpretando a Valentina, la hija adolescente del personaje de Christopher Plummer, el Dr. Parnassus, quien Parnassus ha prometido al diablo (Tom Waits) en su cumpleaños número 16. Actuando junto a Heath Ledger (quien murió antes de que la filmación hubiera terminado), Cole, en una entrevista para el Daily Telegraph admitió que, a veces, se sentía fuera de lugar en su rol diciendo: «Yo sólo había hecho un par de películas y aquí estaba rodeada de actores increíbles como Christopher Plummer y Heath Ledger, y era intimidante a veces», y también describió su papel diciendo «el papel más importante que he hecho».
Gilliam dijo de Cole: «Ella tiene un aspecto impresionante y entiende lo que se requiere de manera muy rápida. Si ella quiere una carrera como actriz, tiene un futuro brillante». De acuerdo con Mark Olsen, de Los Angeles Times, escribió después del estreno de Parnassus en los Estados Unidos, «Cole aporta un sorprendente pozo de ternura emocional para su parte como Valentina», mientras que Ryan Michael Painter escribió de la película en 'inthisweek.com' que «todas las actuaciones son una delicia, especialmente la de Cole como Valentina, lo que demuestra que la modelo de alta costura tiene más que ofrecer a este mundo que una cara bonita».
Cole asistió a la 34.ª edición del Festival Internacional de Cine de Toronto en diciembre de 2009 para promover la cinta. Apareció como ella misma en un episodio de la serie en línea T Takes, una serie de cortometrajes, películas improvisadas publicadas por The New York Times. Cole apareció como "Lettuce Leaf", una supermodelo en la película de 2009, Rage, dirigida por Sally Potter. Cole también interpretó a "Aline" en la película de 2011 Encontrarás dragones.
En enero de 2010, Cole dio una entrevista a la edición canadiense de la revista Elle en la que expresó su deseo de centrarse más en su actuación que en su carrera como modelo, diciendo que «no querría tratar la actuación como una cosa conveniente y hacerla solo de vez en cuando», y pasó a hablar de sus papeles en las películas a estrenarse There Be Dragons y Phantasmagoria: The Visions of Lewis Carroll y diciendo acerca de su trabajo como modelo «he estado haciendo modelaje desde hace años y siento que ya he tomado lo que yo necesitaba y estoy lista para cosas nuevas», y que «las películas piden un compromiso emocional e intelectual mucho más grande». Cole tuvo un papel en The Moth Diaries de Mary Harron, que fue estrenado en 2012.

### Otros papeles
Cole hizo una aparición menor en el video musical de Girls Aloud/Sugababes de "Walk This Way" a beneficio del teletón británico Comic Relief, en la que se pavonea por una pasarela de "maneras hilarantes", intercalada con bandas y varias personalidades de la televisión británica conocidas. Cole tuvo otro papel menor en el video de Primal Scream de 2008 "Can't Go Back", en el que ella y otros modelos aparecen en un video de terror basado en las películas de Dario Argento. Los modelos, incluyendo Cole, son gráficamente "asesinados" y "conocen su final de maneras sorprendentes" con el objetivo de verse "hot incluso cuando mueren". Cole protagonizó de nuevo en un video musical de la canción de Sir Paul McCartney "Queenie Eye" en el que aparecen una serie de actores y músicos como Gary Barlow, James Corden, Jude Law y Johnny Depp.
Se informó en octubre de 2009 que Cole haría su debut teatral en el Old Vic Theatre en el West End londinense en la reunión anual "24 Hour Plays" del teatro que tuvo lugar en noviembre, pero sus "compromisos de agenda" la obligaron a retirarse. Cole en última instancia, hizo su debut teatral en el Teatro ADC en Cambridge, como Nina en una producción estudiantil de La gaviota.
Ella apareció en "La maldición del punto negro", el tercer episodio de la sexta serie de Doctor Who, en mayo de 2011. Ella interpretó a una sirena de mar.
Cole protagonizó el video musical del sencillo de 2013 de Yeah Yeah Yeahs "Sacrilege" como una mujer que es quemada viva por los muchos hombres y mujeres con los que tuvo romances.

## Filmografía

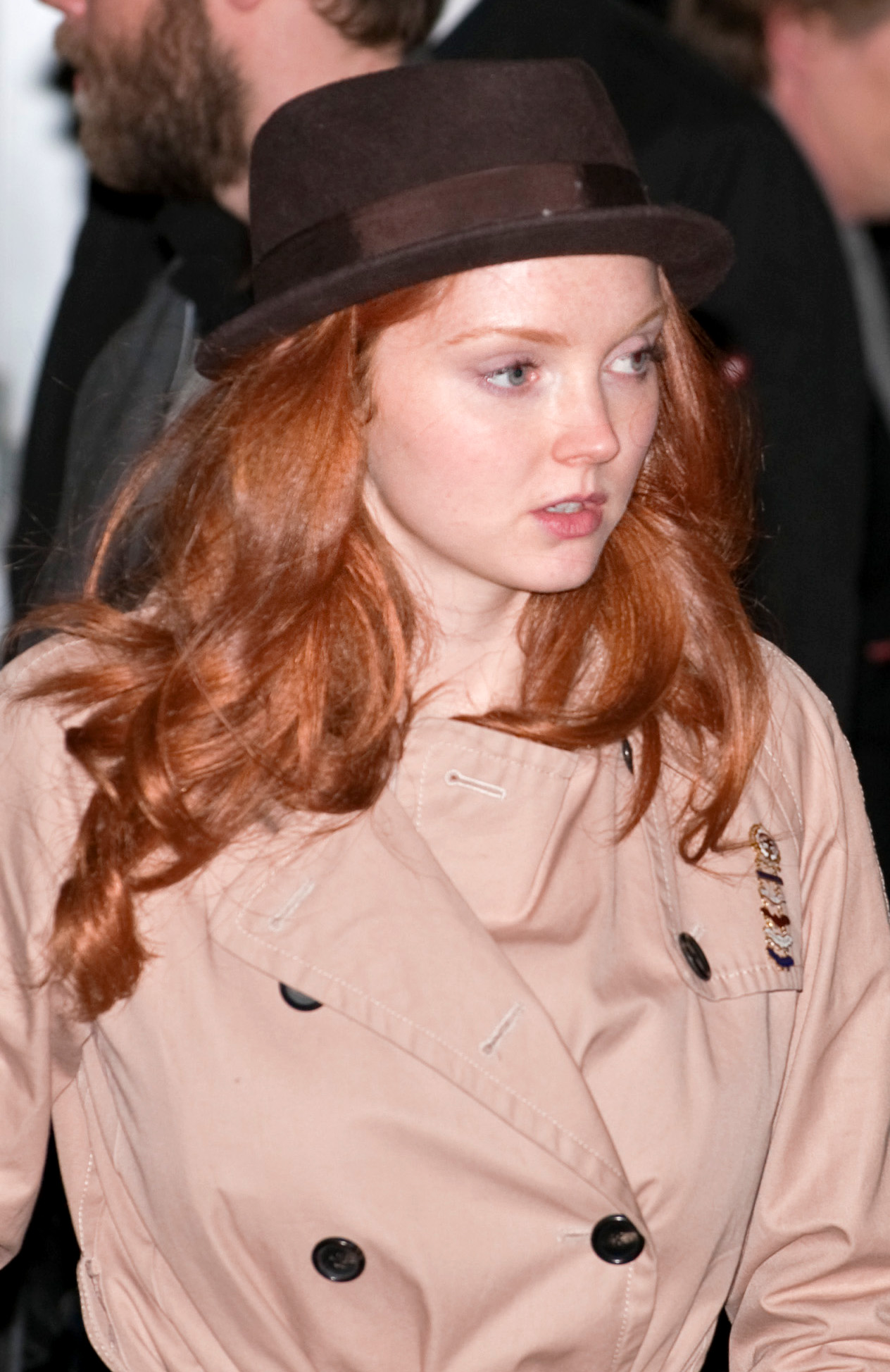
Cole en el Festival de Cine de Berlín de 2009.

| Año  | Título                                   | Papel               | Notas                                     |
| ---- | ---------------------------------------- | ------------------- | ----------------------------------------- |
| 2007 | Everyone Is Beautiful John Galliano Show | Girl Anobot         | Cortometraje                              |
| 2007 | St Trinian's                             | Polly               |                                           |
| 2009 | Rage                                     | Lettuce Leaf        |                                           |
| 2009 | The Imaginarium of Doctor Parnassus      | Valentina           |                                           |
| 2009 | Passage                                  | Tania               | Cortometraje                              |
| 2011 | Encontrarás dragones                     | Aline               |                                           |
| 2011 | Doctor Who                               | The Siren           | Episodio: "The Curse of the Black Spot"   |
| 2011 | The Moth Diaries                         | Ernessa Bloch       |                                           |
| 2012 | Confession of a Child of the Century     | Elsie               |                                           |
| 2012 | Snow White and the Huntsman              | Greta               |                                           |
| 2013 | Sacrilege                                | Chica               | Video musical de la banda Yeah Yeah Yeahs |
| 2012 | Random Acts (UK Shanty)                  | Sirena              | Con Clean Bandit                          |
| 2013 | The Zero Theorem                         | Comercial callejero |                                           |
| 2013 | Red Shoes                                | Bailarina           | Cortometraje                              |
| 2015 | Gravy                                    | Mimi                |                                           |
| 2015 | The Messenger                            | Emma                |                                           |
| 2015 | Orion                                    |                     |                                           |
| 2016 | London Fields                            | Trish Shirt         |                                           |